# Pamela Pilbeam
Pamela M. Pilbeam (né en 1941) est une historienne britannique, maître de conférences et professeur émérite à la Royal Holloway de l'Université de Londres. Elle se spécialise dans l'histoire de France depuis 1789, en particulier concernant le XIXe siècle.
Pilbeam est professeur à la Royal Holloway, Université de Londres depuis 1995, et est un professeur émérite depuis 2015. Elle est présidente de la Société pour l'Étude de l'Histoire française.

## Travaux
- The Middle Classes in Europe, 1789-1914 (1990)
- The 1830 Revolution in France (1991)
- Republicanism in nineteenth-Century France (1995)
- Themes in Modern European History, 1780-1830 (1995)
- The Constitutional Monarchy in France, 1814-48 (1999)
- French Socialists before Marx. Workers, Women and the Social Question in France (2000)
- Madame Tussaud and the History of Waxworks (2003)
- Saint-Simonians in Nineteenth-Century France  - From Free Love to Algeria (2014)